# Handball-Afrikameisterschaft der Frauen 2021
Die 24. Handball-Afrikameisterschaft der Frauen fand vom 8. bis 18. Juni 2021 in Yaoundé statt. Ausrichter war die Confédération Africaine de Handball (CAHB). Kamerun war erstmals Schauplatz einer Afrikameisterschaft im Handball.
Sie sollte ursprünglich im Dezember 2020 stattfinden. Aufgrund der COVID-19-Pandemie wurde die Veranstaltung auf Juni 2021 verschoben.
Titelverteidiger war die angolanische Frauen-Handballnationalmannschaft, die auch die Afrikameisterschaft im Jahr 2018 gewinnen konnte.

## Teilnehmer
An der Afrikameisterschaft sollten die Teams aus zwölf Ländern teilnehmen. Die Mannschaft aus Algerien zog ihre Teilnahme zurück.

## Austragungsort
Die Spiele fanden in der Yaoundé Multipurpose Sports Complex in Yaoundé statt.

## Vorrunde
Für die Vorrunde wurden die Teams in drei Gruppen eingeteilt. In das Viertelfinale zogen die zwei Gruppenbesten und die beiden besten Gruppendritten ein.

### Gruppe A
| Pl.                  | Verein     | Sp. | S | U | N | Tore     | Diff. | Punkte |
| -------------------- | ---------- | --- | - | - | - | -------- | ----- | ------ |
| 1.                   | Tunesien   | 3   | 3 | 0 | 0 | 0104:560 | +48   | 06:00  |
| 2.                   | Senegal    | 3   | 2 | 0 | 1 | 087:660  | +21   | 04:20  |
| 3.                   | Guinea     | 2   | 1 | 0 | 1 | 082:780  | +4    | 02:20  |
| 4.                   | Madagaskar | 3   | 0 | 0 | 3 | 048:1210 | −73   | 00:60  |
| Stand: 13. Juni 2021 |            |     |   |   |   |          |       |        |

### Gruppe B
| Pl.                  | Verein      | Sp. | S | U | N | Tore     | Diff. | Punkte |
| -------------------- | ----------- | --- | - | - | - | -------- | ----- | ------ |
| 1.                   | Kamerun     | 3   | 3 | 0 | 0 | 097:560  | +41   | 06:00  |
| 2.                   | D. R. Kongo | 3   | 2 | 0 | 1 | 098:580  | +40   | 04:20  |
| 3.                   | Nigeria     | 2   | 1 | 0 | 1 | 061:870  | −26   | 02:20  |
| 4.                   | Kenia       | 3   | 0 | 0 | 3 | 053:1080 | −55   | 00:60  |
| Stand: 13. Juni 2021 |             |     |   |   |   |          |       |        |

### Gruppe C
| Pl.                  | Verein    | Sp. | S | U | N | Tore    | Diff. | Punkte |
| -------------------- | --------- | --- | - | - | - | ------- | ----- | ------ |
| 1.                   | Angola    | 2   | 2 | 0 | 0 | 068:380 | +30   | 04:00  |
| 2.                   | R. Kongo  | 2   | 1 | 0 | 1 | 058:520 | +6    | 02:20  |
| 3.                   | Kap Verde | 2   | 0 | 0 | 2 | 082:780 | +4    | 00:40  |
| 4.                   | Algerien  | 0   | 0 | 0 | 0 | 00:00   | ±0    | 00:00  |
| Stand: 13. Juni 2021 |           |     |   |   |   |         |       |        |

## President’s Cup
Die Gruppenvierten und der schlechteste Gruppendritte spielten im President’s Cup.
| Pl.                  | Verein     | Sp. | S | U | N | Tore    | Diff. | Punkte |
| -------------------- | ---------- | --- | - | - | - | ------- | ----- | ------ |
| 1.                   | Kap Verde  | 2   | 2 | 0 | 0 | 057:380 | +19   | 04:00  |
| 2.                   | Kenia      | 2   | 1 | 0 | 1 | 055:570 | −2    | 02:20  |
| 3.                   | Madagaskar | 2   | 0 | 0 | 2 | 046:630 | −17   | 00:40  |
| Stand: 17. Juni 2021 |            |     |   |   |   |         |       |        |

## Hauptrunde

### Viertelfinale
- Angola – D. R. Kongo 29:20 (15:10)
- Tunesien – Guinea 27:20 (15:7)
- R. Kongo – Senegal 21:20 (11:6)
- Kamerun – Nigeria 44:14 (26:3)

### Spiele der Viertelfinalverlierer
- Guinea – D. R. Kongo 26:33 (13:18)
- Nigeria – Senegal 15:32 (4:16)

### Halbfinale
- Tunesien – Angola 23:27 (12:11) n. V.
- Kamerun – R. Kongo 22:21 (12:10)

## Platzierungsspiele

### Spiel um Platz 7
- Guinea – Nigeria 25:21 (11:11)

### Spiel um Platz 5
- D. R. Kongo – Senegal 14:24 (6:14)

### Spiel um Platz 3
- Tunesien – R. Kongo 22:17 (12:7)

### Finale
- Angola – Kamerun 25:15 (14:7)

## Endstand
| Rang   | Mannschaft                   | Spielerinnen und Trainer |
| ------ | ---------------------------- | --- |
| Gold   | Angola                       | Paulina Bazolau da Silva, Teresa Almeida, Helena de Sousa, Stélvia Pascoal, Magda Cazanga, Vilma Silva, Natália Bernardo, Dalva Peres, Juliana Machado, Carolina Morais, Natália Kamalandua, Wuta Dombaxe, Azenaide Carlos, Helena Paulo, Isabel Guialo, Marília Quizelete, Albertina Kassoma, Liliana Venâncio; Filipe Cruz                                            |
| Silber | Kamerun                      | Berthe Abiabakon, Marie-Paule Balana, Noëlle Mben Bediang, Vanessa Djiepmou Medibe, Adjani Ngouoko, Paola Ebanga Baboga, Armelie Mvoua, Anne Michèle Essam, Karichma Ekoh, Claudia Eyenga Ndjong, Liliane Maffo Kamga, Appoline Ekobena Abena, Clarisse Madjoufang, Yolande Touba Biolo, Jacqueline Mossy Solle, Yvette Yuoh, Jasmine Yotchoum; Serge Christian Guebogo |
| Bronze | Tunesien                     | Fadia Omrani, Oumayma Gadoura, Fatma Bouri, Boutheïna Amiche, Maroua Dhaouadi, Sawar Ben Abdallah, Sondes Hachana, Aya Masri, Samia Belhaj, Rakia Rezgui, Mouna Glizi, Meriem Gmar, Fadwa Aouij, Oumayma Dardour, Maycem Azri, Aya Ben Abdallah, Nada Zelfani; Moez Ben Amor                                                                                            |
| 04     | Republik Kongo               | |
| 05     | Senegal                      | |
| 06     | Demokratische Republik Kongo | |
| 07     | Guinea                       | |
| 08     | Nigeria                      | |
| 09     | Kap Verde                    | |
| 10     | Kenia                        | |
| 11     | Madagaskar                   | |

Die vier erstplatzierten Mannschaften qualifizierten sich für die Weltmeisterschaft 2021 in Spanien.

## All Star–Team
Isabel Guialo aus Angola wurde als beste Spielerin ausgezeichnet.
In das All Star–Team wurden Fadia Omrani (Tunesien), Helena Paulo (Angola), Raïssa Dapina (Senegal), Isabel Guialo (Angola), Karichma Ekoh (Kamerun), Sondes Hachana (Tunesien) und Albertina Kassoma (Angola) gewählt.